# Turki al-Hamad
Turki al-Hamad (arabă:تركي الحمد) (n. 10 martie 1953 - ...) este un analist politic, jurnalist și scriitor saudit.